# Heinrich Bechstein
Heinrich Wilhelm Bechstein (* 30. Juni 1841 in Rotenburg an der Fulda; † 27. November 1912 in Groß-Umstadt) war ein deutscher Orgelbauer am Ende des 19. und zu Beginn des 20. Jahrhunderts.

## Leben
Heinrich Bechstein wurde als Sohn des Orgelbauers Friedrich Bechstein (* 26. Mai 1801 in Hofgeismar, † 11. Januar 1855 in Rotenburg an der Fulda) geboren.
Da Heinrich Wilhelm 1855 beim Tode des Vaters noch keine 14 Jahre alt war, übernahm Valentin Möller (1811–1887) die Werkstatt in Rotenburg. Heinrich erlernte den Beruf des Orgelbauers die ersten Jahre in der heimischen Werkstatt. Von 1867 bis 1872 arbeitete er beim heute noch existierenden Orgelbauer Förster in Lich unter bei Johann Georg Förster und machte sich anschließend in Groß-Umstadt selbständig. Am 27. Juni 1873 heiratete er Maria Helena Kißner in Groß-Umstadt.
In Umstadt arbeitete er 40 Jahre bis zu seinem Tod im Jahr 1912. Hier entstanden zahlreiche ein- bis zweimanualige Orgeln als Kegelladen, bis 1906 mechanisch, danach pneumatisch gesteuert, für Kirchen im Großraum Odenwald-Rheinhessen-Taunus.
Sein Sohn Johann Hermann Heinrich Bechstein (* 15. Oktober 1875 in Groß-Umstadt, † 14. März 1943 ebd.) führte den Familienbetrieb in dritter Generation bis 1920 fort. Bedingt durch die Wirtschaftskrise nach dem Ersten Weltkrieg und seine Ehe- und Kinderlosigkeit gab der Sohn den Betrieb auf, zog zu seiner Schwester nach Lich und verdingte sich durch Wartungsarbeiten, Reparaturen, Orgelstimmen und Pfeifenlieferungen.

## Werkliste (Auswahl)
Bechstein baute etwa zwei bis drei Orgeln pro Jahr, führte aber auch zahlreiche Umbaumaßnahmen durch, die wesentlich in die klangliche Substanz der Instrumente eingriffen. Die pneumatische Traktur setzte er nur zögerlich ein. Allein in der ehemaligen Provinz Starkenburg sind 20 Orgelneubauten nachweisbar. Kennzeichen seiner Orgeln waren eine romantische Klanggebung mit charakteristischen Flöten- und Streichertönen.
Zu seinen Werken, Restaurierungen und Umbauten zählen u. a. folgende Orgeln:
| Jahr      | Ort                     | Kirche                             | Bild   | Manuale | Register | Bemerkungen |
| --------- | ----------------------- | ---------------------------------- | ------ | ------- | -------- | --- |
| 1873      | Gumbsheim               | Evangelische Kirche                |        | I/P     | 8        | Neubau mit mechanischen Kegelladen; erhalten |
| 1880      | Langstadt               | Evangelische Kirche                |        | II/P    | 17       | Neubau; erhalten |
| 1884      | Groß-Umstadt            | Evangelische Kirche                |        | II/P    | 24       | Neubau im Gehäuse von 1699; 1960 durch Bosch umgebaut, einige Register erhalten |
| 1887      | Reichelsheim (Odenwald) | Evangelische Kirche                |        | II/P    | 17       | Neubau |
| 1892      | Nieder-Eschbach         | Pfarrkirche Nieder-Eschbach        |        | II/P    | 16       | Neubau; bis auf zwei Register unverändert erhalten |
| 1899      | Bechtolsheim            | Simultankirche Bechtolsheim        |        | II/P    | 27       | Umbau der Orgel von Stumm (1752–1756); 1977 durch Oberlinger rückgängig gemacht. → Orgel der Simultankirche Bechtolsheim |
| 1899      | Büttelborn              | Evangelische Kirche                |        | I/P     | 16       | Umbau der Orgel von Johann Wilhelm Schöler |
| 1901      | Ernsthofen              | Evangelische Kirche                |        |         | 5        | Orgelneubau. 1974 wegen Schädlingsbefall abgebaut. Maße: Tiefe: 3,15 m; Breite: 2,62 m; Höhe: 3,30 m. 297 Pfeifen, verteilt in je 54 Pfeifen auf fünf Register und 27 auf die Pedale. Reste in Privatbesitz, in Restauration. |
| 1903      | Worfelden               | Evangelische Kirche                |        | I       | 6        | Zuschreibung; Ersatz der Spanbälge durch Magazinbälge und Veränderung der Mixtur. → Orgel der Evangelischen Kirche Worfelden                                                                                                  |
| 1903–1904 | Nack                    | Evangelische Kirche                |        |         |          | Neubau hinter neugotischem Prospekt |
| 1908      | Wöllstein               | Ev. Remigiuskirche                 |        | II/P    | 18       | Neubau mit pneumatischer Traktur; 1970 Umdisponierung und Einbau einer mechanischen Traktur durch Oberlinger; verändert erhalten                                                                                              |
| 1908      | Alzey                   | Kapelle der Rheinhessen Fachklinik | [ 13 ] |         | 7        | Neubau: Pneumatische Orgel mit 7 Registern und 5 Koppeln. Die Zinnpfeifen stammen aus dem Elsaß. Nachweis der Zuordnung über eine gefundene Notiz Bechsteins auf der Innenseite einer Latte des Orgelspieltisches.            |
| 1910      | Harreshausen            | Evangelische Kirche                |        | II/P    | 10       | I: Prinzipal 8′, Bordun 8′, Gambe 8′, Octave 4′, Rauschquinte 2 ⁄3′, II: Flöte 8′, Gedackt 8′, Salicional 8′, Rohrflöte 4′, P: Subbass 16′, Koppeln: I/I Super, II/I, II/I Sub, I/P, II/P                                     |
| 1912      | Guntersblum             | Evangelische Kirche St. Viktor     |        | II/P    | 15       | Neubau in vorhandenes Stumm-Gehäuse; unverändert erhalten |

Weitere Bechstein Orgeln wurden in die St.-Nikolai-Kirche in Altenstadt, in die Kirche in Würzberg im Odenwald und in Niedernhausen eingebaut.

## Ehrungen
Heute gibt es in seiner Heimatstadt Groß-Umstadt mit der Heinrich-Bechstein-Straße einen Weg, der nach ihm benannt ist.